# L̈
Cette page contient des caractères spéciaux ou non latins. S’ils s’affichent mal (▯, ?, etc.), consultez la page d’aide Unicode.
L̈ (minuscule : l̈), appelé L tréma, est une lettre latine additionnelle utilisée dans l’écriture du teribe ou du zapotèque de Güilá, et était utilisée dans l’écriture du halkomelem avant 2003. Elle est formée de la lettre L diacritée d’un tréma suscrit. 

## Utilisation
Avant 2003, ‹ l̈ › était utilisé en halkomelem pour transcrire une consonne fricative latérale alvéolaire sourde [ɬ] qui est depuis transcrite ‹ lh ›. 
En teribe-naso, ‹ l̈ › est utilisé pour représenter une consonne battue latérale alvéolaire voisée [ɺ].

## Représentations informatiques
Le L tréma peut être représenté avec les caractères Unicode suivants :
- décomposé (latin de base, diacritiques) :

| Formes    | Représentations | Chaînes de caractères | Points de code | Descriptions                                |
| --------- | --------------- | --------------------- | -------------- | ------------------------------------------- |
| capitale  | L̈               | L◌̈                    | U+004C U+0308  | lettre majuscule latine l diacritique tréma |
| minuscule | l̈               | l◌̈                    | U+006C U+0308  | lettre minuscule latine l diacritique tréma |